# Argovia (Buchreihe)
Argovia ist der Titel des seit 1860 meist jährlich erscheinenden Jahrbuches der 1859 gegründeten Historischen Gesellschaft des Kantons Aargau. Es umfasst in der Regel einen oder mehrere Beiträge und Monografien zu einem Thema aus der Geschichte des Kantons Aargau sowie den Jahresbericht der Gesellschaft und die Bibliografie des Vorjahres.
In früheren Jahren konnten einzelne Beiträge mehrere hundert Seiten umfassen; sie wurden später teilweise auch als eigenständige Bücher aufgelegt. Des Weiteren gibt es mehrere Beiträge, die auch des Umfangs wegen auf mehrere Ausgaben verteilt sind. In der Regel handelt es sich bei den Autoren nicht um Laien, sondern um anerkannte Autoren ihres Fachgebietes. So erscheinen in Argovia oft Beiträge der Kantonsarchäologen, was es zu einem wichtigen Nachschlagewerk für Altertumsforscher macht. Zu den bekanntesten Autoren gehören die Bundesräte Friedrich Frey-Herosé und Emil Welti, der Politiker und Eisenbahnmanager Plazid Weissenbach sowie der Wirtschaftshistoriker Hektor Ammann.

## Ausgabenverzeichnis
Aufgeführt sind jeweils die Titel der Beiträge und die Autoren (nach Nachnamen sortierbar) der im jeweiligen Buch vorkommenden Beiträge. Die letzten Felder der sortierbaren Tabelle (Stichwort und Ort) werden nur bei Beiträgen verwendet, die in ähnlicher Form mehrfach vorkommen oder ein zuweisbares Ortsthema behandeln (z. B. Stadtrecht, Rheinfelden).
| Jahr/Nr.      | Beitrag | Autor                                            | Stichwort                 | Ort            |
| ------------- | --- | ------------------------------------------------ | ------------------------- | -------------- |
| 1860/1        | Das Rheinfelder Stadtrecht vom Jahr 1290 | Ernst Ludwig Rochholz                            | Stadtrecht                | Rheinfelden    |
| 1860/1        | Stadtbuch von Baden. Anno 1384 | Emil Welti                                       | Stadtrecht                | Baden          |
| 1860/1        | Der Anschlag der Berner auf Rheinfelden. 13. Dezember 1464 | Karl Schröter                                    | Geschichte                | Baden          |
| 1861/2        | Des Benedictiner-Stiftes Muri Grundbesitz, Landbau, Haushalt und Gesindeordnung | Ernst Ludwig Rochholz                            | Kloster Muri              |                |
| 1861/2        | Ein schöner Spruch von der Dornacher Schlacht 1499 | Ernst Ludwig Rochholz                            | Geschichte                |                |
| 1861/2        | Richtung des Freiamtes und Hofrecht von Lunkhofen | Emil Welti                                       |                           |                |
| 1861/2        | Das verschwundene Dorf Höflingen | Karl Schröter                                    |                           | Höflingen      |
| 1861/2        | Die Urkunden und Regesten des Frauenklosters Gnadental | Karl Schröter                                    | Kloster Gnadenthal        |                |
| 1862–63/3     | Der Steincultus in der Schweiz | Ernst Ludwig Rochholz                            |                           |                |
| 1862–63/3     | Die Edlen von Reußegg | Plazid Weissenbach                               |                           | Sins           |
| 1862–63/3     | Aus des Dorfchronik von Sarmenstorf bis zur Zeit der Helvetik | F. X. Keller                                     |                           | Sarmenstorf    |
| 1862–63/3     | Urbar der Stadt Baden | Emil Welti                                       |                           | Baden          |
| 1862–63/3     | Aretinisches Geschirr | Johann Jakob Bäbler                              | Archäologie               |                |
| 1862–63/3     | Die Pfarrei Staufenberg-Lenzburg und das Capitel Lenzburg vor der Reformation | Karl Schröter                                    | Kirchengeschichte         |                |
| 1862–63/3     | Die eidgenössischen Abschiede des aargauischen Staatsarchives | Emil Welti                                       |                           |                |
| 1864–65/4     | Über die Entstehungszeit der Acta Murensia | Theodor von Liebenau                             |                           |                |
| 1864–65/4     | Der Stift Zurzach niedere Gerichtsherrlichkeit in Kadelburg vom Jahr 1451 bis 1803 | J. Huber                                         |                           |                |
| 1864–65/4     | Die Haustüre im Rechtsfrieden | Ernst Ludwig Rochholz                            |                           |                |
| 1864–65/4     | 33 Aargauer Offnungen | Emil Welti                                       |                           |                |
| 1864–65/4     | Bilderreim über die böhmische Jesuitenaustreibung vom J. 1619 | Ernst Ludwig Rochholz                            |                           |                |
| 1864–65/4     | Regesten des Archivs der Stadt Brugg | Johann Jakob Bäbler                              |                           | Brugg          |
| 1864–65/4     | Zwei Schwizer Landesbefestigungs-Urkunden vom Jahr 1322 | Ernst Ludwig Rochholz                            | Geschichte                |                |
| 1866/5        | Urkundliche Nachweise zu der Lebensgeschichte der verwitweten Königin Agnes von Ungarn, 1280–1364. | H. und Theodor von Liebenau                      |                           |                |
| 1866/5        | Beschreibung der Schlacht zu Villmergen 1656 | Ernst Ludwig Rochholz                            | Geschichte                |                |
| 1866/5        | Die Waldgräber zu Unterlunkhofen | Ernst Ludwig Rochholz                            | Archäologie               | Unterlunkhofen |
| 1866/5        | Römisches Wohnhaus bei Mühlau im Freienamte | J. V. Hürbin                                     | Archäologie               |                |
| 1871/6        | Die Reformation in Bremgarten | Plazid Weissenbach                               | Kirchengeschichte         | Bremgarten     |
| 1871/6        | Hans von Hallwil, der Held von Grandson und Murten | C. Brunner                                       |                           |                |
| 1871/6        | Das Jahrzeitbuch der Leutkirche von Aarau | Jakob Hunziker                                   |                           |                |
| 1871/6        | Ein Wiedertäufer aus Klingnau | Theodor von Liebenau                             |                           |                |
| 1871/7        | Die Münzsammlung des Kanton Aargaus | Arnold Münch                                     |                           |                |
| 1874/8        | Die Regesten des Stadtarchivs Bremgarten | Plazid Weissenbach                               |                           | Bremgarten     |
| 1874/8        | Bischof Johann von Gurk, Brixen und Cur, und die Familie Schultheiß von Lenzburg | Theodor von Liebenau                             |                           |                |
| 1874/8        | Die Münze zu Laufenburg | Arnold Münch                                     |                           | Laufenburg     |
| 1876/9        | Amts-, Dorf- und Hofrechte aus dem Aargau | Ernst Ludwig Rochholz                            | Recht                     |                |
| 1876/9        | Politische Pasquille aus drei Jahrhunderten | Ernst Ludwig Rochholz                            |                           |                |
| 1876/9        | Vier ungedruckte Briefe Gilg Tschudi’s aus Glarus an den Abt Gallus in St. Blasien und an das Stift Zurzach | J. Huber                                         |                           |                |
| 1879/10       | Die Stadt Bremgarten im XIV. und XV. Jahrhundert und Bremgartens Stadtrecht | Plazid Weissenbach                               | Stadtrecht                | Bremgarten     |
| 1879/10       | Regesten der Grafen von Habsburg, Laufenburgischer Linie, 1198–1408, 1. Teil | Arnold Münch                                     | Habsburg                  |                |
| 1880/11       | Urkundenbuch der Stadt Aarau | H. Boos                                          |                           | Aarau          |
| 1881/12       | Staufberger Sitten und Sagen | T. Hagenbuch                                     |                           |                |
| 1881/12       | Die Zofinger Mordnacht 1238 | Ernst Ludwig Rochholz                            | Geschichte                | Zofingen       |
| 1881/12       | Die Zofinger Schriftsteller, namentlich auf historischem Gebiete | A. Schumann                                      |                           | Zofingen       |
| 1881/12       | Adelsgeschlechter aus Aarau’s Vorzeit | G. Schmidt-Hagnauer                              |                           | Aarau          |
| 1881/12       | Aus Franz Xaver Bronners Tagebuch einer Reise nach Kasan | H. Brunnhofer und Ernst Ludwig Rochholz          |                           |                |
| 1882/13       | Autobiografie von Friedrich Frey-Herosé | Friedrich Frey-Herosé                            | Biografie                 |                |
| 1884/14       | Die Stadt Mellingen | Theodor von Liebenau                             |                           | Mellingen      |
| 1884/15       | Alt-Homberg, Burg und Grafschaft des Fricktal | Ernst Ludwig Rochholz                            |                           |                |
| 1885/16       | Die Homberger Gaugrafen des Frick- und Sissgaues | Ernst Ludwig Rochholz                            |                           |                |
| 1886/17       | Wanderlegenden aus der oberdeutschen Pestzeit, 1348 bis 1350 | Ernst Ludwig Rochholz                            |                           |                |
| 1887/18       | Regesten der Grafen von Habsburg der Laufenburger Linie, 1198 bis 1408, 2. Teil I. | Arnold Münch                                     | Habsburg                  |                |
| 1887/18       | Herd und Ofen oder Feuerstattsschilling und Rauchzinshuhn | Ernst Ludwig Rochholz                            |                           |                |
| 1887/18       | Kindliche Finanzwirtschaft des aargauischen Frauenklosters Hermetswil a. d. Reuß, ob Bremgarten, aus dessen Fall- und Ehrschatzbüchern, im Aargauer Staatsarchiv | Ernst Ludwig Rochholz                            | Kloster Hermetschwil      |                |
| 1887/18       | Slawische Kolonisten im Aargau seit dem Jahre Eintausend | Ernst Ludwig Rochholz                            |                           |                |
| 1888/19       | Regesten der Grafen von Habsburg der Laufenburger Linie, 1198 bis 1408, 2. Teil II. | Arnold Münch                                     | Habsburg                  |                |
| 1888/19       | Die Beziehungen des Chronisten Ägidius Tschudi zum Aargau | Arnold Münch                                     |                           |                |
| 1888/19       | Die St. Mauritiuskirche in Zofingen (e-periodica.ch) | E. Faller                                        |                           | Zofingen       |
| 1889/20       | Die baugeschichtliche Entwicklung des Klosters Muri | O. Markwart                                      | Kloster Muri              |                |
| 1889/20       | Die Ritter von Rinach im Aargau I. | Walther Merz                                     |                           |                |
| 1890/21       | Die Ritter von Rinach im Aargau II. | Walther Merz                                     |                           |                |
| 1891/22       | Der Kanton Argau in den Jahren 1814 und 1815 nach den Briefen aus dem Nachlasse Philipp Albert Stapfers | Rudolf Luginbühl                                 |                           |                |
| 1892/23       | Die erste Schlacht bei Villmergen, 22. Januar 1656 | A. Keller                                        | Geschichte                |                |
| 1892/23       | Die Aargauischen Gotteshäuser in den ehemaligen Dekanaten Frickgau und Sisgau, Bisthum Basel | Arnold Nüscheler                                 | Kirchengeschichte         | Fricktal       |
| 1893/24       | Die Ausgrabungen von Lunkhofen | Jakob Hunziker                                   | Archäologie               | Unterlunkhofen |
| 1893/24       | Die Erzgruben und Hammerwerke im Fricktal und am Oberrhein | Arnold Münch                                     | Industriegeschichte       |                |
| 1893/24       | Die St. Johann-Pfarrkirche zu Laufenburg | F. Wernli                                        |                           | Laufenburg     |
| 1894/25       | Die Rechtsquellen der Stadt Aarau | Walther Merz                                     | Stadtrecht                |                |
| 1895/26       | Die Aargauischen Gotteshäuser in den Dekanaten Hochdorf, Mellingen, Aarau und Willisau, Bisthums Konstanz. I. | Arnold Nüscheler                                 | Kirchengeschichte         |                |
| 1898/27       | Die archäologische Karte des Kantons Aargau nebst allgemeinen Erläuterungen und Fundregister | J. Heierli                                       | Archäologie               |                |
| 1900/28       | Emil Welti im Aargau | Jakob Hunziker                                   | Biografie                 |                |
| 1900/28       | Die Aargauischen Gotteshäuser in den Dekanaten Hochdorf, Mellingen, Aarau und Willisau, Bisthums Konstanz. II. | Arnold Nüscheler                                 | Kirchengeschichte         |                |
| 1901/29       | Die Freien von Aarburg | Walther Merz                                     |                           | Aarburg        |
| 1903/30       | Die Pflege der Kunst im Kanton Aargau mit besonderer Berücksichtigung der ältern Zeit | J. Stammler                                      |                           |                |
| 1905/31       | Vindonissa | J. Heierli                                       | Archäologie               | Windisch       |
| 1907/32       | Zofingen zur Zeit der Helvetik, 1798–1803 | F. Siegfried                                     |                           |                |
| 1909/33       | Bürgerrecht und Hausbesitz in den aargauischen Städten | Walther Merz                                     | Stadtrecht                |                |
| 1909/33       | Die Zünfte der Stadt Zofingen im XVI. Jahrhundert | F. Zimmerlin                                     |                           | Zofingen       |
| 1909/33       | Bildhauer Franz Ludwig Wind von Kaiserstuhl | A. Wind                                          | Biografie                 |                |
| 1909/33       | Die Waldbruderei zur Emaus bei Bremgarten | S. Meier                                         |                           | Bremgarten     |
| 1909/33       | Der Aargau nach dem Habsburgischen Urbar | Hans Nabholz                                     |                           |                |
| 1909/33       | Die Schiffergenossenschaft der «Stüdler» in Koblenz | F. Siegfried                                     |                           | Koblenz        |
| 1909/33       | Lämpchenbilder aus Vindonissa | Th. Eckinger                                     | Archäologie               | Windisch       |
| 1909/33       | Aus der Baugeschichte Vindonissas und vom Verlaufe ihrer Erforschung | S. Heuberger                                     | Archäologie               | Windisch       |
| 1911/34       | Bürgermeister Johannes Herzog von Effingen | E. Haller                                        | Biografie                 |                |
| 1913/35       | Albrecht Renggers Briefwechsel mit der aargauischen Regierung während des Wiener Kongresses | S. Heuberger                                     | Geschichte                |                |
| 1915/36       | Geschichte von Tägerig | S. Meier                                         |                           | Tägerig        |
| 1918/37       | Die Burg Wildegg und ihre Bewohner I | Hans Lehmann                                     |                           | Wildegg        |
| 1920/38       | Die Burg Wildegg und ihre Bewohner II | Hans Lehmann                                     |                           | Wildegg        |
| 1922/39       | Die Burg Wildegg und ihre Bewohner III | Hans Lehmann                                     |                           | Wildegg        |
| 1922/39       | Wie Wildenstein bernischer Amtssitz wurde | K. Zickendraht                                   |                           |                |
| 1925/40       | Der Aargau als Vermittler deutscher Literatur an die Schweiz 1798–1848 | H. E. Wechlin                                    |                           |                |
| 1926/41       | Der Bau der heutigen Bözbergstraße | S. Heuberger                                     |                           |                |
| 1929/42       | Der Aargau 1798–1803 | E. Jörin                                         |                           |                |
| 1931/43       | Hochgericht und Niedergericht in den bischöflichkonstanzischen Gerichtsherrschaften Kaiserstuhl und Klingnau | Karl Schib                                       |                           |                |
| 1931/43       | Die Erforschung Vindonissas unter S. Heuberger | Rudolf Laur-Belart                               | Archäologie               | Windisch       |
| 1931/43       | Rechtfertigungsschreiben des Schultheißen Heinrich Haßfurter von Luzern an Rheinfelden 1467 | R. Thommen                                       |                           |                |
| 1931/43       | Der Hallstatt-zeitliche Grabhügel im «Tegertli» zwischen Schupfart und Wegenstetten im aargauischen Fricktal | A. Matter                                        | Archäologie               |                |
| 1931/43       | Die Habsburger und die Schweiz | Hektor Ammann                                    | Habsburg                  |                |
| 1931/43       | Bürger- und Bauernsiegel aus den Freien Ämtern | Walther Merz                                     |                           |                |
| 1931/43       | Ein Archivfund | Walther Merz                                     |                           |                |
| 1932/44       | Österreich und die Klösteraufhebung im Aargau | A. Winkler                                       | Kirchengeschichte         |                |
| 1932/44       | Schweighöfe im Aargau und den Nachbarkantonen | Walther Merz                                     |                           |                |
| 1932/44       | Ein Freiämter Steuerrodel aus dem 15. Jahrhundert | Hektor Ammann                                    |                           | Freiamt        |
| 1932/44       | Ein alter Aarauer Maler | Hektor Ammann                                    |                           |                |
| 1932/44       | Unbekannte Bilder von Schenkenberg und Kasteln | Walther Merz                                     |                           |                |
| 1933/45       | Aargauische Zollordnungen vom 13. bis 18. Jahrhundert | Hektor Ammann                                    |                           |                |
| 1933/45       | Zur Ordnung der Stadtarchive Kaiserstuhl und Laufenburg | Karl Schib                                       |                           |                |
| 1933/45       | Die Grabhügelforschungen auf dem Sonnenberg, Gemeinden Reinach und Beinwil am See | K. K. Keller-Tarnuzzer                           | Archäologie               |                |
| 1933/45       | Bericht über die Sicherung der Ruine Schenkenberg durch den Aargauischen Heimatschutz im Herbst 1931 | G. Grossen                                       |                           |                |
| 1933/45       | Sennhöfe | Walther Merz                                     |                           |                |
| 1933/45       | Burg Hilfikon | Walther Merz                                     |                           |                |
| 1933/45       | Kleine Mitteilungen | Walther Merz                                     |                           |                |
| 1933/45       | Ein Kriegszug der Schaffhauser gegen Kaiserstuhl 1402 | Hektor Ammann                                    | Geschichte                | Kaiserstuhl    |
| 1934/46       | Der Kanton Baden 1798–1803 | R. Leuthold                                      |                           |                |
| 1934/46       | Aargauische Amtslisten | Walther Merz                                     |                           |                |
| 1934/46       | Eine vermißte Urkunde | Walther Merz                                     |                           |                |
| 1934/46       | Die Grabhügel der Hallstattzeit im Niederholz bei Seon | H. Reinerth                                      | Archäologie               |                |
| 1935/47       | Die Ausgrabungen im Fricktal 1934/35. | –                                                | Archäologie               | Fricktal       |
| 1935/47       | Die alten Eisenindustrien des Fricktals, bei Erlinsbach und in benachbarten Gebieten des östlichen Juras im Lichte der Flurnamen | A. Amsler                                        |                           | Fricktal       |
| 1935/47       | Sebastian Fahrländer und die Gratifikationsbeschlüsse der fricktalischen Stände vom 10., 19. und 24. August 1802 | E. Jörin                                         |                           | Fricktal       |
| 1936/48       | Die geopolitische Bedeutung des Aargaus im Wandel der Zeiten | A. Gasser                                        |                           |                |
| 1936/48       | Das Jahrzeitbuch der Kirche von Gontenschwil | Friedrich Emil Welti                             |                           | Gontenschwil   |
| 1936/48       | Die Jahrzeitbücher der Pfarrkirche St. Niklaus in Brugg und der Marienkaplanei daselbst | Georg Boner                                      |                           | Brugg          |
| 1936/48       | Das Jahrzeitbuch der Kirche St. Georg in Mönthal | Georg Boner                                      |                           | Mönthal        |
| 1936/48       | Klingnauer und Kaiserstuhler als Zeugen im Prozess um das Neunkircher Hochgericht (1484) | Karl Schib                                       |                           |                |
| 1936/48       | Das Wanderbuch des Barbiers und Wundarztes Bonaventura Suter von Muri | Friedrich Emil Welti                             |                           |                |
| 1936/48       | Nachträge zur Geschichte der Zurzacher Messen im Mittelalter | Hektor Ammann                                    |                           | Zurzach        |
| 1936/48       | Ein neolithischer Windschirm auf dem Heidenplatz (Suhr) | K. Keller-Tarnuzzer                              |                           |                |
| 1936/48       | Eine römische Siedlung bei Ober-Entfelden | P. Ammann-Feer                                   | Archäologie               | Oberentfelden  |
| 1938/49       | Geschichte der Stadt Bremgarten im Mittelalter | E. Bürgisser                                     |                           | Bremgarten AG  |
| 1938/49       | Von den Kirchenschätzen der Stifte Muri und Wettingen und ihren Schicksalen | D. F. Rittmeyer                                  | Kirchengeschichte         |                |
| 1938/49       | Die Ausgrabung der Burg Kindhausen 1936 | –                                                | Archäologie               |                |
| 1939/50       | Der Kanton Aargau 1803–1813/15, I. Teil: Übergang von der Helvetik zur Mediation | E. Jörin                                         |                           |                |
| 1939/50       | Die Hugenottengemeinde Aarau 1685–1699. | F. Ebrard                                        | Hugenotten                | Aarau          |
| 1939/50       | Die Ausgrabung der Hasenburg 1936 und 1937 | –                                                |                           |                |
| 1940/51       | Der Kanton Aargau 1803–1813/15, II. Teil. | E. Jörin                                         |                           |                |
| 1940/51       | Der Wirtschaftsraum des Chorherrenstiftes Zofingen. | W. Pfister                                       |                           | Zofingen       |
| 1940/51       | Zum Schweizer Aufenthalt von Josef Görres 1820/21 | Georg Boner                                      |                           |                |
| 1940/52       | Der Kanton Aargau 1803–1813/15, III. Teil. | E. Jörin                                         |                           |                |
| 1940/52       | Die Verwaltung der freien Ämter im 18. Jahrhundert | K. Strebel                                       |                           | Freiamt        |
| 1940/52       | Getreide- und Weinzehnten 1565–1798 und Getreidepreise 1765–1770 im bernischen Aargau | W. Pfister                                       |                           |                |
| 1940/52       | Das Römerbad in Zurzach | P. Hüsser                                        | Archäologie               | Zurzach        |
| 1941/53       | Der Kanton Aargau 1803–1813/15, IV. Teil | E. Jörin                                         |                           |                |
| 1941/53       | Die Bevölkerung des Fricktals in der zweiten Hälfte des 18. Jahrhunderts | Hektor Ammann                                    |                           | Fricktal       |
| 1942/54       | Die Gerichtsverfassung des aargauischen Eigenamtes bis zum Jahre 1798 | M. Werder                                        |                           |                |
| 1942/54       | Ägidius Tschudi in neuer kritischer Beleuchtung | Hans Nabholz                                     | Biografie                 |                |
| 1942/54       | Montalt-Hallwil-Rüßegg-Rinach. | C. Brun                                          |                           |                |
| 1942/54       | Der Werdegang der Reformation in Aarau | Th. Müller-Wolfer                                | Kirchengeschichte         |                |
| 1943/55       | Geschichte der Stadt Klingnau, 1239–1939, I. Teil | Otto Mittler                                     |                           | Klingnau       |
| 1943/55       | Domdekan Alois Vock | P. Sigmund Egloff                                | Biografie                 |                |
| 1944/56       | Die bernischen Landvogteien im Aargau | E. Bucher                                        |                           |                |
| 1944/56       | Ergänzungen zur Genealogie der Habsburger und verwandter Familien | Paul Kläui                                       | Habsburg                  |                |
| 1944/56       | Die Zurlauben-Bibliothek | H. Herzog                                        |                           |                |
| 1944/56       | Die Briefe der Feste Baden | Georg Boner                                      |                           | Baden          |
| 1944/56       | Das römische Ökonomiegebäude in Kirchdorf | Walter Drack                                     | Archäologie               | Obersiggenthal |
| 1945/57       | Die vier Murbacherhöfe Lunkhofen, Holderbank, Rein und Elfingen | A. Rohr                                          |                           |                |
| 1945/57       | Das römische Bauernhaus von Seon-Biswind | Walter Drack                                     | Archäologie               | Seon           |
| 1946/58       | Geschichte der Stadt Klingnau, II. Teil | Otto Mittler                                     |                           | Klingnau       |
| 1946/58       | Bürgerbuch der Stadt Brugg, 1446–1550 | Hektor Ammann                                    |                           | Brugg          |
| 1947/59       | Aus der Entstehungsgeschichte der ersten schweizerischen Eisenbahn von Zürich nach Baden, 1836–1847 | R. Leuthold                                      |                           |                |
| 1947/59       | Die Stadt Mellingen im Mittelalter | H. Rohr                                          |                           | Mellingen      |
| 1948/60       | Die prähistorischen Funde vom Burgfelsen Alt-Tierstein im Fricktal. | Walter Drack und O. Schlaginhaufen               | Archäologie               |                |
| 1948/60       | Die mittelalterlichen Großpfarreien der nachmals reformierten Aargauer Bezirke | G. Gloor                                         | Kirchengeschichte         |                |
| 1948/60       | Politik und Freundschaft (Briefwechsel von Lassberg–Tanner) | E. Vischer                                       |                           |                |
| 1949/61       | Heinrich Zschokke als Politiker und Publizist während der Restauration und Regeneration | P. Schaffroth                                    | Biografie                 |                |
| 1949/61       | Aus der Geschichte der Medizin im Aargau | A. Kielholz                                      | Medizingeschichte         |                |
| 1950/62       | Die Geschichte der Stadt Laufenburg | Karl Schib                                       | Stadtgeschichte           | Laufenburg     |
| 1951/63       | Das Weltbild von Bundesrat Emil Welti | P. Welti                                         | Biografie                 |                |
| 1951/63       | Die Hallstattsiedlung auf dem Schafrain bei Muhen | Walter Drack                                     | Archäologie               |                |
| 1951/63       | Das Freiamt und die Verfassungskrise von 1849/52 | E. Vischer                                       |                           | Freiamt        |
| 1951/63       | Die Stadt Baden in der mittelalterlichen Wirtschaft. | Hektor Ammann                                    |                           | Baden          |
| 1952/64       | Beiträge zur Verfassungs- und Wirtschaftsgeschichte der Herrschaft Hallwil | Jean-Jacques Siegrist                            |                           | Hallwil        |
| 1953/65       | Lebensbilder aus dem Aargau, 1803–1953, Jubiläumsgabe zum 150-jährigen Bestehen des Kantons, 1. Band. | –                                                |                           |                |
| 1954/66       | Der Aargau in den Verhandlungen über die Errichtung des Priesterseminars der Diözese Basel (1828–1861) | Georg Boner                                      | Kirchengeschichte         |                |
| 1955/67       | Lenzburg im Mittelalter und im 16. Jahrhundert | Jean-Jacques Siegrist                            |                           | Lenzburg       |
| 1956-57/68-69 | Biographisches Lexikon des Aargaus. Jubiläumsgabe zum 150-jährigen Bestehen des Kantons, 2. Band. | –                                                |                           |                |
| 1958/70       | Die Cistercienser-Abtei Wettingen, 1768–1803 | A. Kottmann                                      | Kloster Wettingen         | Wettingen      |
| 1959/71       | Die Historische Gesellschaft des Kantons Aargau 1859–1959. | R. Zschokke                                      |                           |                |
| 1960/72       | Festgabe Otto Mittler. Redigiert von Georg Boner und H. Meng | –                                                |                           |                |
| 1961/73       | Geschichte der Stadt Brugg im 15. und 16. Jahrhundert | M. Banholzer                                     |                           | Brugg          |
| 1962/74       | Die Zurzacher Messen von 1530 bis 1856. | W. Bodmer                                        |                           | Zurzach        |
| 1963/75       | Eine gallorömische Villa rustica bei Rheinfelden (mit Beiträgen von Elisabeth Schmid und H. R. Wiedemer) | Hans Bögli und Elisabeth Ettlinger               | Archäologie               | Rheinfelden    |
| 1964/76       | Der alte Friedhof bei Aarau | E. Hug                                           |                           | Aarau          |
| 1964/76       | Der Berner Aargau im bernischen Regionbuche von 1782/84 | B. Carl                                          |                           |                |
| 1964/76       | Die Taufsteine des Aargaus | Francis de Quervain                              | Geologie                  |                |
| 1965-66/77-78 | Franz Xaver Bronner, Leben und Werk, 1794 bis 1850. | H. Radspieler                                    | Biografie                 |                |
| 1967/79       | Der «Lehrverein zu Aarau» 1819–1830. | M. T. Drack                                      |                           |                |
| 1968/80       | Die Klosterherrschaft Hermetschwil von den Anfängen bis 1798 | Anne-Marie Dubler                                | Kloster Hermetschwil      |                |
| 1969/81       | Das katholische Gymnasium. Ein Postulat der frühaargauischen Bildungspolitik, 1803–1835 | E. Koller                                        | Schulgeschichte           |                |
| 1970/82       | Beiträge zur aargauischen Militärgeschichte, 1803–1847. | W. Allemann                                      |                           |                |
| 1971/83       | Karl Rudolf Tanner, 1794–1849 | G. Saner                                         | Biografie                 |                |
| 1972/84       | Die Historische Gesellschaft des Kantons Aargau 1859–1959 | R. Zschokke                                      |                           |                |
| 1972/84       | Der Berner Aargau im bernischen Regionbuche von 1782/84 | Georg Boner                                      |                           |                |
| 1972/84       | Die Erschliessung ausländischer Archivalien zur aargauischen Geschichte | Georg Boner                                      |                           |                |
| 1972/84       | Spätmittelalterliche Herrschaft im südlichen Freiamt | Jean-Jacques Siegrist                            |                           | Freiamt        |
| 1972/84       | Die jungsteinzeitliche Freilandsiedlung Hölzli bei Olsberg AG | K. Rudin-Lalonde                                 | Archäologie               | Olsberg        |
| 1973/85       | Die überseeische Auswanderung aus dem Kanton Aargau im 19. Jahrhundert | B. Wessendorf                                    |                           |                |
| 1974/86       | Wohlen | Anne-Marie Dubler und Jean-Jacques Siegrist      |                           | Wohlen         |
| 1975/87       | Carl Feer-Herzog, 1820–1880. | H. Staehelin                                     | Biografie                 |                |
| 1976/88       | Aargauische Frühzeit 1803–1852 | E. Vischer                                       |                           |                |
| 1977/89       | Die Grafen vom Homberg. Genealogische, gütergeschichtliche und politische Aspekte einer süddeutschen Dynastie (11. bis 14. Jahrhundert) | J. Schneider                                     |                           |                |
| 1978/90       | Berichte. | –                                                |                           |                |
| 1979/91       | Gesammelte Beiträge zur aargauischen Geschichte. | Georg Boner                                      |                           |                |
| 1980/92       | Berichte. | –                                                |                           |                |
| 1981/93       | Zur Frühzeit der Pfarrei Schöftland | Jean-Jacques Siegrist                            |                           | Schöftland     |
| 1981/93       | Aargauische Geschichte, Bemerkungen zu den Büchern von Heinrich Staehelin und Willi Gautschi | E. Vischer                                       |                           |                |
| 1982/94       | Berichte. | –                                                |                           |                |
| 1983/95       | Muri in den Freien Ämtern, Band 1: Geschichte des Raumes der nachmaligen Gemeinde Muri vor 1798 | Jean-Jacques Siegrist                            | Ortsgeschichte            | Muri           |
| 1984/96       | Geschichte der Stadt Lenzburg, Band II: Von der Mitte des 16. zum Ende des 18. Jahrhunderts | Heidi Neuenschwander                             |                           | Lenzburg       |
| 1985/97       | Die reformierten Pfarrer im Aargau seit der Reformation 1528–1985 | W. Pfister                                       | Kirchengeschichte         |                |
| 1986/98       | Die Acta Murensia und die Frühhabsburger | Jean-Jacques Siegrist                            |                           |                |
| 1986/98       | Die Habsburg im Aargau. Bericht über die Ausgrabungen von 1978–83 | Peter Frey                                       | Habsburg                  | Habsburg       |
| 1987/99       | «Österreich contra Sulz 1412». Verwaltung und Politik im Aargau unter Graf Hermann von Sulz und der Streit um das Laufenburger Erbe | P. R. Máthé                                      | Geschichte                |                |
| 1987/99       | Rudolf Rauchenstein über sich selbst | E. Vischer                                       | Biografie                 |                |
| 1987/99       | Der Einfluß von Zschokkes Schriften auf Heinrich Fischer | V. Baumer-Müller                                 |                           |                |
| 1988/100I     | Teil I: Berichte. | –                                                |                           |                |
| 1991/100II    | Teil II. Die Gemeindenamen des Kantons Aargau. | Beat Zehnder                                     | Etymologie                |                |
| 1989/101      | Muri in den Freien Ämtern, Band 2: Geschichte der Gemeinde Muri nach 1798. | Hugo Müller                                      |                           | Muri           |
| 1990/102      | «Jn minem Sinne es ùbel hilt, daz jeman die von Ergeow schilt.» | B. Stettler                                      |                           |                |
| 1991/103      | Der Aargau und die Zürcher Unruhen 1804 («Bockenkrieg»). | H. Foerster                                      |                           |                |
| 1991/103      | Berner im Aargau – Aargauer in Bern: Vier Jahrhunderte gemeinsame Geschichte | –                                                |                           |                |
| 1992/104      | Bemerkungen zu vier römischen Gutshöfen im Aargau | M. Hartmann                                      | Archäologie               |                |
| 1992/104      | Die St. Verena Kapelle und der Herrenhof von Herznach, mit einem Beitrag von B. Kaufmann, Anthropologischer Bericht zu den Skelettresten aus der Grabung 1991/92 | Peter Frey                                       | Archäologie               |                |
| 1992/104      | Frühzeitliche Funde aus Oberwil b. Bremgarten | Peter Frey                                       | Archäologie               |                |
| 1992/104      | Kaiserstuhl: kirchliches Leben in einer spätmittelalterlichen Kleinstadt | Franziska Wenzinger Plüss                        |                           | Kaiserstuhl    |
| 1992/104      | Heinrich Zschokke – einst und heute | E. Vischer                                       | Biografie                 |                |
| 1992/104      | Ignaz Paul Vital Troxler (1780–1866) | A. Rohr                                          | Biografie                 |                |
| 1993/105      | Fischer am Hochrhein. Zur Geschichte der Fischerei zwischen Säckingen und Basel | M. Baumann                                       |                           |                |
| 1993/105      | Historische Wegforschung im Kanton Aargau, mit einem Beitrag von Erich Büchli | R. Bösch, Ph. von Cranach, C. Doswald            | Archäologie               |                |
| 1993/105      | Früh- und hochmittelalterliche Siedlungsbefunde in Effingen. | Peter Frey und D. Wälchli                        | Archäologie               | Effingen       |
| 1994/106I     | Teil I: H. Neuenschwander, Geschichte der Stadt Lenzburg, Band III: 19. und 20. Jahrhundert. | H. Neuenschwander                                | Stadtgeschichte           | Lenzburg       |
| 1994/106II    | Teil II: Der österreichische Landvogt Engelhard von Weinsberg und die für ihn von Mai 1395 bis Juli 1396 geführten Abrechnungen. | R. Köhn                                          |                           |                |
| 1995/107      | Wirtschaftlicher und sozialer Wandel am Rohrdorfer Berg vom 12. bis 16. Jahrhundert. | F. Hälg-Steffen                                  |                           |                |
| 1995/107      | «Der schne den pferden bis an bauch gienge». Schneebedeckung und Spätfröste im zentralen Schweizer Mittelland in den Jahren 1730–1760 anhand der Witterungsnotizen des Schlossherrn Johann Bernhard Effinger von Wildegg.                                                              | G. Schwarz-Zanetti, Christian Pfister, F. Müller |                           |                |
| 1995/107      | Präkolumbianische Tomaten. Miszelle. | H. P. Schifferle                                 |                           |                |
| 1996/108      | Beiträge zum Bezirk Zurzach in römischer und frühmittelalterlicher Zeit | Katrin Roth-Rubi, A. Hidber et al.               |                           |                |
| 1996/108      | «Ländliche Wirtschaftsquellen» im Aargau: Konzeption und Beispiele zur Erforschung von Wirtschafts- und Verwaltungsquellen des Spätmittelalters und frühmittelalterlicher Zeit. | Roger Sablonier et al.                           |                           |                |
| 1997/109      | Funde aus der Schutthalde der Ruine Königstein | G. Matter und Ch. Reding                         | Archäologie               |                |
| 1997/109      | Die Habsburg. Bericht über die Ausgrabungen von 1994/95 | Peter Frey                                       | Archäologie               | Habsburg AG    |
| 1997/109      | Archäozoologische Auswertung von Knochenfunden aus der Habsburg | M. Veszeli und J. Schibler                       | Archäologie               | Habsburg AG    |
| 1997/109      | Eine Replik auf den Artikel: «Römische Villen von Zurzach, Döttingen und Koblenz» von Katrin Roth-Rubi und Alfred Hidber in Argovia 108/1996 | Walter Drack                                     |                           |                |
| 1997/109      | Der Badener Friede von 1714. Ein Diploma-tenkongress und Friedensschluss des alten Europa in der Schweiz | R. Stücheli                                      |                           |                |
| 1998/110      | Die Bildung des wahren republikanischen Bürgers. Der aargauische Erziehungsrat 1798–1998 | S. Brändli, P. Landolt und P. Wertli             |                           |                |
| 1998/110      | Forschendes Lernen in Geschichte: ein Rückblick auf den Wettbewerb für Jugendliche «Der Kanton Aargau auf dem Weg zu seinem 200. Geburtstag» | P. Gautschi                                      |                           |                |
| 1998/110      | «Wehret den Anfängen». Faschismus im Aargau | M. Mäder                                         |                           |                |
| 1998/110      | Gedichte und Lieder aus dem revolutionären Aargau | V. Kühnis und B. Meier                           |                           |                |
| 1999/111      | Das Schloss Hallwyl in der Entstehungszeit der modernen Denkmalpflege 1860–1920. Vom romantischen Umbau zur wissenschaftlichen Restaurierung – ein Beispiel für den Wandel im Umgang mit Baudenkmälern                                                                                 | M. Flury                                         |                           |                |
| 1999/111      | «Blitze der Wahrheit»: Heinrich Zschokke als Freund, Förderer und erster Herausgeber des deutsch-baltischen Publizisten Carl Gustav Jochmann (1789–1830) | G. Wagner                                        |                           |                |
| 1999/111      | «Pfarrer, Räuber und Brandstifter»: Der Fall Peter Welti in Wohlenschwil 1833/34 als historisches Ereignis | U. Holderegger                                   |                           |                |
| 2000/112      | «Wer seine Jungfrau verheiratet, der tut wohl; welcher sie aber nicht verheiratet, der tut besser.» (1. Kor. 7,38). Die Stiftsdamen von Olsberg – ledige adlige Frauen am Ende des 18. Jahrhunderts                                                                                    | M. Meier                                         |                           |                |
| 2000/112      | «Es ist mir leid, dass ich das habe müssen thun, der Böse hatte ganz überhand genohmen bey mir». «Kindsmörderinnen» im Kanton Aargau | F. Restaino Strickler                            |                           |                |
| 2000/112      | «Nei, nei, mi Fründ! so komod wirsch es wohl nit überchoh.». Josephine Pfeiffer und Augustin Keller: Ein Brautpaar und seine gegenseitigen Erwartungen im Hinblick auf die Ehe (1826–1832)                                                                                             | B. Küng                                          |                           |                |
| 2000/112      | Die Stadtkirche St. Martin in Rheinfelden. Bericht über die archäologischen Untersuchungen von 1979 und 1989 | Peter Frey                                       | Archäologie               | Rheinfelden AG |
| 2001/113      | Das Aargauer Hochschulprojekt 1962–1978 | Martin Fricker                                   | Schule                    |                |
| 2001/113      | Bildungspolitik und Lehrerbildung | Peter Metz                                       | Schule                    |                |
| 2001/113      | Aargauer Fabrikschulen im 19. Jahrhundert | Sarah Brian Scherer                              | Schule                    |                |
| 2001/113      | Sittlich-moralische Vorbilder im Volksschullesebüchern | Matthias Fuchs                                   |                           |                |
| 2001/113      | Des «Schweizer-Boten» volksaufklärischer Kreuzzug gegen schlechte Sitten (1804–1820) | Esther Berner                                    |                           |                |
| 2001/113      | Die Gebrüder Fahrländer und die Gründung des Kantons Fricktal | Patrick Bircher                                  | Geschichte                | Fricktal       |
| 2001/113      | Die histographische Legende vom Zurzacher Dirnentanz | Beate Schuster                                   |                           |                |
| 2002/114      | Zwischen Landesfürst und Untertanen. Die Familie von Schönau am Hochrhein, im Jura und im unteren Aartal | P. Bircher                                       |                           |                |
| 2002/114      | Heinrich von Altwis von vilmaringen. Ein Schweizer in Diensten der Habsburger (um 1400) | R. Büchner                                       | Habsburg                  |                |
| 2002/114      | Wieder im Aargau. Das beglaubigte "Twingrecht" von Boswil von 1343/1402 und die Territorialpolitik der Hallwyler | F. Kretz                                         |                           |                |
| 2002/114      | «Es ist denen Herren von Zürich gram um das würenlos.» Bausteine zu einer Konfessionalisierungsgeschichte der Grafschaft Baden: Die Reformierten im 17. Jahrhundert | S. Bott und M. Fuchs                             |                           |                |
| 2002/114      | Konzentration und Segregation. Strukturwandel im Bezirk Baden nach dem Zuzug der Metallindustrie (1870–1920) | P. Zehnder                                       |                           |                |
| 2002/114      | «BAG beleuchtet alles gut.» Ein Projekt zur Sicherung von Industriekulturgütern der Leuchtenfabrik BAG Turgi | A. Baldinger und A. Steigmeier                   |                           |                |
| 2002/114      | Die «Vita Activa» der Elisabeth Flühmann (1851–1929). Spielräume einer Aargauer Lehrerin vor 100 Jahren | B. Hodler                                        | Biografie                 |                |
| 2002/114      | Der Kaufmännische Verein Aarau 1870–1998. Ein neu erschlossener Nachlass im Staatsarchiv Aargau | Roland Gerber                                    |                           |                |
| 2002/114      | Die Archivierung der Aargauer Presse. Ein Wegweiser. | A. Müller                                        |                           |                |
| 2003/115      | Ein vierter Band der Aargauischen Kantonsgeschichte? Überlegungen zu einer Fortschreibung der Kantonsgeschichte | M. Fuchs                                         |                           |                |
| 2003/115      | Was bringt uns eine Kantonsgeschichte? Das Beispiel der Geschichte des Kantons Basel-Landschaft | M. Leuenberger                                   |                           |                |
| 2003/115      | Die 1950er-Jahre: Der Aargau wird modernisiert. Eine Bildserie | W. Nefflen                                       |                           |                |
| 2003/115      | Kantonsgeschichte 1953–2003. Forschungsergebnisse auf Kantonsebene | H. Staehelin                                     |                           |                |
| 2003/115      | Geschichtsschreibung im Lokalen. Ergebnisse und Trends aus dem Aargau in den letzten 25 Jahren | B. Meier                                         |                           |                |
| 2003/115      | Die Vereine als Motoren der Geschichtsschreibung. Die Situation der Geschichtsforschung und -vermittlung im regionalen und lokalen Bereich | M. Fuchs                                         |                           |                |
| 2003/115      | Freud und Leid im Aargauer Alltag. Eine Bildserie | H. Fröhlich                                      |                           |                |
| 2003/115      | Daten als Forschungsgrundlagen: Die Informationsanbieter der Staatskanzlei des Kantons Aargau | Andrea Voellmin                                  |                           |                |
| 2003/115      | Wirtschafts- und Industriegeschichte. Eine Standortbestimmung | Dominik Sauerländer                              |                           |                |
| 2003/115      | Vereinsgeschichte. Das Beispiel Brugg | F. Müller                                        |                           |                |
| 2003/115      | Kunst und Kultur im Aargau. Eine Bildserie | W. Erne                                          |                           |                |
| 2003/115      | Zum Forschungsprojekt «Kollektivbiografie des aargauischen Grossen Rates» und zum Projekt einer Datenbank über Personen des öffentlichen Lebens des Kantons Aargau | D. Wicki                                         |                           |                |
| 2003/115      | Für eine aargauische Geschlechtergeschichte der zweiten Hälfte des 20. Jahrhunderts | B. Ziegler                                       |                           |                |
| 2004/116      | «Um nicht als flügellahmer Krämerstaat dazustehen…». Eine kleine Rückschau auf die Aargauer Jubiläumsgeschichte | M. Fuchs                                         |                           |                |
| 2004/116      | 200 Jahre Aargau. Das Kantonsjubiläum, das nie richtig angefangen und nie richtig aufgehört hat | B. Bruder                                        |                           |                |
| 2004/116      | «Die dagegensprechenden Argumente sind nur gefühlsmässiger Art und aus der Tradition erwachsen.» Der lange Marsch der Frauen ins Pfarramt | P. Aerne                                         |                           |                |
| 2004/116      | Die Wirkung eines Männerbundes auf dem Dorf. Der Jünglingsvereins Kindhausen (1906–1932) | P. Zehnder                                       |                           | Kindhausen     |
| 2004/116      | Das Westportal von St. Martin in Rheinfelden und der romanischfrühgotische Kirchenportalbau am Oberrhein | P. Hoegger                                       |                           | Rheinfelden    |
| 2004/116      | Neueste Grabungserkenntnisse aus dem Landstädtchen Lenzburg | E. Weber                                         | Archäologie               | Lenzburg       |
| 2004/116      | Materialuntersuchungen am Lenzburger Mörtelmischer aus dem 16. Jahrhundert | A. Küng                                          |                           | Lenzburg       |
| 2004/116      | Ein Gang durch die Waffengalerie auf Schloss Lenzburg | J. A. Meier                                      |                           |                |
| 2004/116      | Die Notariatsakten im Staatsarchiv Aargau | S. Hofmann                                       |                           |                |
| 2005/117      | Die Burgruine Schenkenberg bei Thalheim | Christoph Reding                                 |                           | Thalheim       |
| 2005/117      | Flüchtlingsdebatte im Theater. «Gsetz und Gwüsse» von Mathilde Lejeune-Jehle (1941) | Beat Hodler                                      | Zweiter Weltkrieg         |                |
| 2005/117      | Zur jüdischen Geschichte des Aargaus. Erinnerungen als Quellen zur Sozialgeschichte | Robert Uri Kaufmann                              | Geschichte                |                |
| 2005/117      | Gesundheit, Krankheit, Staat. Recherchen zum aargauischen Gesundheitswesen im 20. Jahrhundert | Gregor Spuhler                                   | Gesundheitswesen          |                |
| 2005/117      | Das Archiv der christkatholischen Landeskirche des Kantons Aargau (1886–2002) | Jürg Hagmann                                     | Kirchengeschichte         |                |
| 2006/118      | Geschichtswissenschaftliche Qualifikationsarbeiten. Fachwissenschaftliche Ausbildung als Grundlage für die Lehrtätigkeit von Fachlehrpersonen auf der Sek-I-Stufe | Beatrice Ziegler                                 | Schule                    |                |
| 2006/118      | Ein Dorf im Wandel – Modernisierungsschub in der Gemeinde Schneisingen (AG) zwischen 1945 und 1975 | David Schwitter                                  |                           | Schneisingen   |
| 2006/118      | Riniken im Zweiten Weltkrieg (1939–1945) | Martin Schmucki                                  | Zweiter Weltkrieg         | Riniken        |
| 2006/118      | «Viele von ihnen weinten.» Polnische Internierte in der Schweiz und insbesondere in der Gemeinde Thalheim (AG) während des Zweiten Weltkriegs | Caroline Belart                                  | Zweiter Weltkrieg         |                |
| 2006/118      | Die Stadt Klingnau im Spätmittelalter (1269–1415). Herrschaftliche Ansprüche und städtische Freiheiten im Wandel | Bruno Meier                                      |                           | Klingnau       |
| 2006/118      | Die Stadt Kaiserstuhl im Spätmittelalter (1294–1415). Handlungsspielräume und Funktionen einer Kleinstadt im Aargau | Andreas Bihrer                                   |                           | Kaiserstuhl    |
| 2006/118      | «Die von Ergoew duchte gar verdrossen, werent sy mitt pappir erschössen.» Die Kapitulationsbriefe der aargauischen Städte 1415 | Peter Brun                                       | Geschichte                |                |
| 2006/118      | Der Historiker Jean-Jacques Siegrist (1918–1992). Ein Leben für die Geschichtsforschung | Anne-Marie Dubler                                | Biografie                 |                |
| 2006/118      | Willy Pfister und die aargauische Geschichtsschreibung | Felix Müller                                     | Biografie                 |                |
| 2006/118      | Zu Leben und Werk von Alfred Lüthi (1918–2006) | Dominik Sauerländer                              | Biografie                 |                |
| 2006/118      | Von der Nutzung und Pflege des Waldes. Die vom Staatsarchiv übernommenen Pläne und Akten der aargauischen Forstverwaltung von 1804 bis 2004 | Marcel Müller und Marion Wullschleger            | Wald- und Forstwirtschaft |                |
| 2006/118      | 200 Jahre aargauische Forstverwaltung 1804 bis 2004 | Roland Gerber                                    | Wald- und Forstwirtschaft |                |
| 2007/119      | Gemeinsam beherrscht und verwaltet. Die Freien Ämter als eidgenössisches Untertanenland | Anne-Marie Dubler                                | Freiamt                   |                |
| 2007/119      | Der pädagogische Einfluss der Pestalozzianerin Rosette Niederer-Kasthofer auf die aargauische Mädchen- und Lehrerinnenbildung | Yvonne Leimgruber                                | Schulgeschichte           |                |
| 2007/119      | Die Auswanderung der Fricktaler in den Hungerjahren 1816/17 und ihre tragische Reise auf dem Schiff «April» | Werner Rothweiler                                |                           |                |
| 2007/119      | «Namentlich sind die Gesetzgeber gar gerne und schnell bei der Hand in solchen abnormalen Zeiten, mit Gelegenheitsgesetzen einen Riegel vorschieben zu wollen.» Der Fabrikant Johann Caspar Brunner (1813–1886) im Spannungsfeld der kantonalen und eidgenössischen Fabrikgesetzgebung | Ernst Guggisberg                                 |                           |                |
| 2007/119      | Die Taubstummenanstalt Aarau als Teil der Aargauer Geschichte | Michael Gebhard                                  |                           |                |
| 2007/119      | Kundgebungen, Konzessionen, Kostendruck. Die Eisenbahnprojekte im Suhrental zwischen 1850 und 1975 | André Kirchhofer                                 |                           |                |
| 2007/119      | Strohgeflechte und Handelsreisende. Der Nachlass von Paul Dubler (1898–1970) im Staatsarchiv Aargau | Olivia Franz-Klauser                             |                           |                |
| 2008/120      | Zur Habsburgerforschung im Aargau | Bruno Meier                                      | Habsburg                  |                |
| 2008/120      | Verdrängung, Mobilität oder Beharrung? Adel im 15. Jahrhundert zwischen dem Aargau und Tirol. | Peter Niederhäuser                               | Adelsgeschichte           |                |
| 2008/120      | Hin- und hergerissen zwischen Habsburg und Bern? Die Herren von Hallwyl, das Jahr 1415 und seine Folgen. | Bettina Leemann Lüpold                           | Adelsgeschichte           |                |
| 2008/120      | «Er und syn wisheyt unsz dar inn vast uberlegen sind» – Marquart von Baldegg und der Schiedsgerichtsprozess gegen die Stadt Brugg 1459 | Titus J. Meier                                   | Rechtsgeschichte          |                |
| 2008/120      | Baden, St. Gallen, Zürich; die wechselhafte Karriere des Chronisten Kaspar Frey | André Gutmann                                    | Biografie                 |                |
| 2008/120      | Herrschaftswechsel mit Misstönen. Der Übergang der Herrschaft Aarburg von Habsburg an Bern zwischen 1415 und 1458. | Roland Gerber                                    | Rechtsgeschichte          |                |
| 2008/120      | Die Lenzburg, eine Residenz der Habsburger | Peter Frey                                       | Habsburg                  |                |
| 2008/120      | Zur Geschichte der Historischen Sammlungen im Museum Aargau | Christine Süry                                   | Geschichte                |                |